# Ana María Pérez González
Ana María Pérez González (reivindica 12 de junio de 1890 - 17 de noviembre de 2009), fue una mujer mexicana residente en Armería (Colima), México.
Todavía no había sido reconocida por el Récord Guinness, pero de acuerdo con documentos diversos obtenidos por abogados investigadores del Instituto Colimense para la Atención de los Adultos en Plenitud (ICAAP), Doña Anita nació en el municipio de Armería, el 22 de junio de 1890 con lo cual era la mujer más anciana del mundo con 119 años superando a la americana reconocida por el Guinness Gertrude Baines (6 de abril de 1894 - 11 de septiembre de 2009).
Residía en Cofradía de Juárez, comunidad del municipio de Armería, junto con su hija y su nieta, nacidas en 1927 y 1948, respectivamente, gozando de una absoluta lucidez y cabal salud, excepto su vista que comenzaba a empeorar. 
En cuanto a su inscripción al récord Guinness, insistió en que "este jueves enviamos los documentos que nos hacían falta, se trataba de una credencial certificada y una fe de bautismo de una de sus hijas que fueron enviadas por Internet y por mensajería a Londres". 
La directora del ICAAP recordó que fue el 16 de marzo de 2007 cuando iniciaron los trámites ante el récord Guinness, "pero en ese momento no teníamos toda la documentación que nos requerían". 
Incluso, dijo que una vez enviada la documentación se desconoce el tiempo en que se tendrá una respuesta, "pero esperaremos el tiempo que sea necesario, para que certifiquen todos los documentos solicitados". 